# Bray (Botswana)
Bray é uma vila localizada no distrito de Kgalagadi em Botswana. Possuía, em 2011, uma população estimada de 1 041 habitantes.